# Ding Dong Song
"Ding Dong Song" er en sang af den svenske popsanger Günther, og The Sunshine Girls, der er baseret på et 1984 hollandsk hit kaldet "Tralala" af Phil & Company.

## Hitlister

### Ugentlige hitlister
| Hitliste (2004)                                  | Højeste placering |
| ------------------------------------------------ | ----------------- |
| Belgien (Ultratop 50 Flanderen)                  | 43                |
| Belgien (Ultratop 50 Vallonien)                  | 31                |
| Finland (Suomen virallinen lista)                | 16                |
| Tyskland (Official German Charts)                | 93                |
| Ireland (IRMA)                                   | 6                 |
| Norge (VG-lista)                                 | 6                 |
| Skotland (Official Charts Company)               | 12                |
| Sverige (Sverigetopplistan)                      | 1                 |
| Schweiz (Schweizer Hitparade)                    | 95                |
| Storbritannien Singles (Official Charts Company) | 14                |

### Årshitlister
| Hitliste (2004)            | Placering |
| -------------------------- | --------- |
| Sweden (Sverigetopplistan) | 7         |